# Pomacentrus caeruleopunctatus
Pomacentrus caeruleopunctatus är en fiskart som beskrevs av Allen 2002. Pomacentrus caeruleopunctatus ingår i släktet Pomacentrus och familjen Pomacentridae. Inga underarter finns listade i Catalogue of Life.